# Stian Thomassen
Stian Thomassen (Oslo, 8 agosto 1976) è un ex calciatore norvegese, di ruolo difensore.

## Carriera

### Club
Thomassen cominciò la carriera con la maglia del Lillestrøm, per cui esordì nella Tippeligaen il 28 aprile 1996, quando fu titolare nel pareggio per 3-3 contro il Brann. Nel 1998 passò in prestito allo Haugesund, debuttando con questa maglia il 3 maggio, nel pareggio per 1-1 contro lo Strømsgodset. Dopo un'altra stagione al Lillestrøm, lasciò il club a titolo definitivo.
Firmò infatti per lo HamKam, per cui disputò il primo incontro il 10 maggio 2000, schierato titolare nella sconfitta per 3-0 contro il Lyn Oslo. Dopo un triennio in squadra, si accordò prima con il Nybergsund-Trysil e poi l'Ullensaker/Kisa.

### Nazionale
Thomassen conta 12 presenze per la Norvegia under 21. La prima di queste arrivò in data 21 aprile 1996, quando fu schierato titolare nella vittoria per 1-3 sul Belgio under 21.